# Collegio elettorale di Vittorio Veneto (Senato della Repubblica)
Il collegio di Vittorio Veneto fu un collegio elettorale uninominale della Repubblica Italiana per l'elezione del Senato della Repubblica. Apparteneva alla Circoscrizione Veneto e fu utilizzato per eleggere un senatore nella XII, XIII e XIV legislatura.
Venne istituito nel 1993 con la cosiddetta Legge Mattarella (Legge n. 276, Norme per l'elezione del Senato della Repubblica), attuata in seguito al referendum abrogativo del 1993. La legge istituì per la Camera dei deputati e per il Senato della Repubblica un sistema di elezione misto, in parte maggioritario e in parte proporzionale. Il 75% dei parlamentari dell'assemblea veniva eletto in collegi uninominali tramite sistema maggioritario a turno unico; il restante 25% al Senato veniva eletto tramite recupero proporzionale dei più votati non eletti attraverso un meccanismo di calcolo denominato "scorporo", cioè sottraendo dal conteggio dei voti totali di una lista nella parte proporzionale i voti ottenuti dai candidati collegati alla medesima lista che erano eletti nei collegi uninominali con il sistema maggioritario.
Il collegio venne abolito insieme a tutti gli altri che costituivano il Senato con la promulgazione della legge elettorale successiva, la cosiddetta Legge Calderoli. Questa prevedeva un sistema proporzionale con premio di maggioranza, che al Senato veniva attribuito a livello regionale.

## Territorio
Il collegio di Vittorio Veneto era uno dei 17 collegi uninominali in cui era suddiviso il Veneto e, come previsto dal D.Lgs. del 20 dicembre 1993 n. 535, comprendeva i comuni di Arcade, Asolo, Caerano di San Marco, Cappella Maggiore, Castelcucco, Cison di Valmarino, Colle Umberto, Cordignano, Cornuda, Crocetta del Montello, Farra di Soligo, Follina, Fonte, Fregona, Giavera del Montello, Godega di Sant'Urbano, Maser, Miane, Monfumo, Montebelluna, Moriago della Battaglia, Nervesa della Battaglia, Orsago, Pieve di Soligo, Ponzano Veneto, Povegliano, Refrontolo, Revine Lago, San Pietro di Feletto, San Zenone degli Ezzelini, Sarmede, Sernaglia della Battaglia, Spresiano, Tarzo, Trevignano, Valdobbiadene, Vidor, Vittorio Veneto e Volpago del Montello. 

## Eletti
| Elezione | Elezione | Senatore           | Partito                 |
| -------- | -------- | ------------------ | ----------------------- |
|          | 1994     | Antonio Serena     | Polo delle Libertà (ŁV) |
|          | 1996     | Antonio Serena     | Lega Nord               |
|          | 2001     | Gian Pietro Favaro | Casa delle Libertà (FI) |

## Dati elettorali

### XII legislatura
|                               | Antonio Serena ✔️ Eletto     | Polo delle Libertà                | 67 309  | 45,37 |  |  |  |  |  |
|                               | Franco Rebellato             | Patto per l'Italia                | 27 177  | 18,32 |  |  |  |  |  |
|                               | Mario Botteon                | Progressisti                      | 23 293  | 15,70 |  |  |  |  |  |
|                               | Brandolino Brandolini D'Adda | Lega Autonomia Veneta             | 16 838  | 11,35 |  |  |  |  |  |
|                               | Giovanna Vittoria Barbieri   | Alleanza Nazionale                | 7 899   | 5,32  |  |  |  |  |  |
|                               | Maria Luisa Zambon           | Movimento Veneto Regione Autonoma | 4 630   | 3,12  |  |  |  |  |  |
|                               | Giorgio Zenti                | Partito della Legge Naturale      | 1 222   | 0,82  |  |  |  |  |  |
| Totale                        | Totale                       | Totale                            | 148 368 | 100   |  |  |  |  |  |
|                               |                              |                                   |         |       |  |  |  |  |  |
| Voti non validi               | Voti non validi              | Voti non validi                   | 8 342   | 5,32  |  |  |  |  |  |
| Votanti                       | Votanti                      | Votanti                           | 156 710 | 88,12 |  |  |  |  |  |
| Elettori                      | Elettori                     | Elettori                          | 177 843 |       |  |  |  |  |  |
|                               |                              |                                   |         |       |  |  |  |  |  |
| Data: 27-28 marzo 1994        |                              |                                   |         |       |  |  |  |  |  |
| Fonte: Ministero dell'interno |                              |                                   |         |       |  |  |  |  |  |

### XIII legislatura
|                               | Antonio Serena ✔️ Eletto | Lega Nord                          | 69 441  | 46,55 |  |  |  |  |  |
|                               | Mario Botteon            | L'Ulivo                            | 38 905  | 26,08 |  |  |  |  |  |
|                               | Glauco Moroncelli        | Polo per le Libertà                | 33 766  | 22,64 |  |  |  |  |  |
|                               | Paolo Callegari          | Unione Nord Est                    | 4 358   | 2,92  |  |  |  |  |  |
|                               | Luigi Callegari          | Mani Pulite                        | 1 477   | 0,99  |  |  |  |  |  |
|                               | Piergiorgio Medana       | Movimento Sociale Fiamma Tricolore | 1 225   | 0,82  |  |  |  |  |  |
| Totale                        | Totale                   | Totale                             | 149 172 | 100   |  |  |  |  |  |
|                               |                          |                                    |         |       |  |  |  |  |  |
| Voti non validi               | Voti non validi          | Voti non validi                    | 6 890   | 4,41  |  |  |  |  |  |
| Votanti                       | Votanti                  | Votanti                            | 156 062 | 84,71 |  |  |  |  |  |
| Elettori                      | Elettori                 | Elettori                           | 184 229 |       |  |  |  |  |  |
|                               |                          |                                    |         |       |  |  |  |  |  |
| Data: 21 aprile 1996          |                          |                                    |         |       |  |  |  |  |  |
| Fonte: Ministero dell'interno |                          |                                    |         |       |  |  |  |  |  |

### XIV legislatura
|                               | Gian Pietro Favaro ✔️ Eletto | Casa delle Libertà                   | 69 354  | 45,59 |  |  |  |  |  |
|                               | Anna Spinnato                | L'Ulivo                              | 42 442  | 27,90 |  |  |  |  |  |
|                               | Graziano Frare Beltrame      | Liga Fronte Veneto                   | 11 258  | 7,40  |  |  |  |  |  |
|                               | Mario Rosset                 | Va' Pensiero Padania                 | 7 575   | 4,98  |  |  |  |  |  |
|                               | Fiorenzo Posocco             | Lista Di Pietro                      | 6 383   | 4,20  |  |  |  |  |  |
|                               | Fiorenzo Silvestri           | Democrazia Europea                   | 4 907   | 3,23  |  |  |  |  |  |
|                               | Edoardo Bordignon            | Partito della Rifondazione Comunista | 4 396   | 2,89  |  |  |  |  |  |
|                               | Claudio Clemente             | Lista Pannella-Bonino                | 3 239   | 2,13  |  |  |  |  |  |
|                               | Loris Zamperoni              | Fiamma Tricolore                     | 2 575   | 1,69  |  |  |  |  |  |
| Totale                        | Totale                       | Totale                               | 152 129 | 100   |  |  |  |  |  |
|                               |                              |                                      |         |       |  |  |  |  |  |
| Voti non validi               | Voti non validi              | Voti non validi                      | 8 596   | 5,35  |  |  |  |  |  |
| Votanti                       | Votanti                      | Votanti                              | 160 725 | 81,59 |  |  |  |  |  |
| Elettori                      | Elettori                     | Elettori                             | 197 000 |       |  |  |  |  |  |
|                               |                              |                                      |         |       |  |  |  |  |  |
| Data: 13 maggio 2001          |                              |                                      |         |       |  |  |  |  |  |
| Fonte: Ministero dell'interno |                              |                                      |         |       |  |  |  |  |  |